# روبرت بروس ليندسي
روبرت بروس ليندسي (بالإنجليزية: Robert Bruce Lindsay) هو فيزيائي أمريكي، ولد في 1900 في نيو بدفورد في الولايات المتحدة، وتوفي في 2 مارس 1985 في نيوبورت في الولايات المتحدة.